# Stephanopodium venezuelanum
Stephanopodium venezuelanum är en tvåhjärtbladig växtart som beskrevs av Ghillean `Iain' Tolmie Prance. Stephanopodium venezuelanum ingår i släktet Stephanopodium och familjen Dichapetalaceae. Inga underarter finns listade i Catalogue of Life.